# Madara Līduma

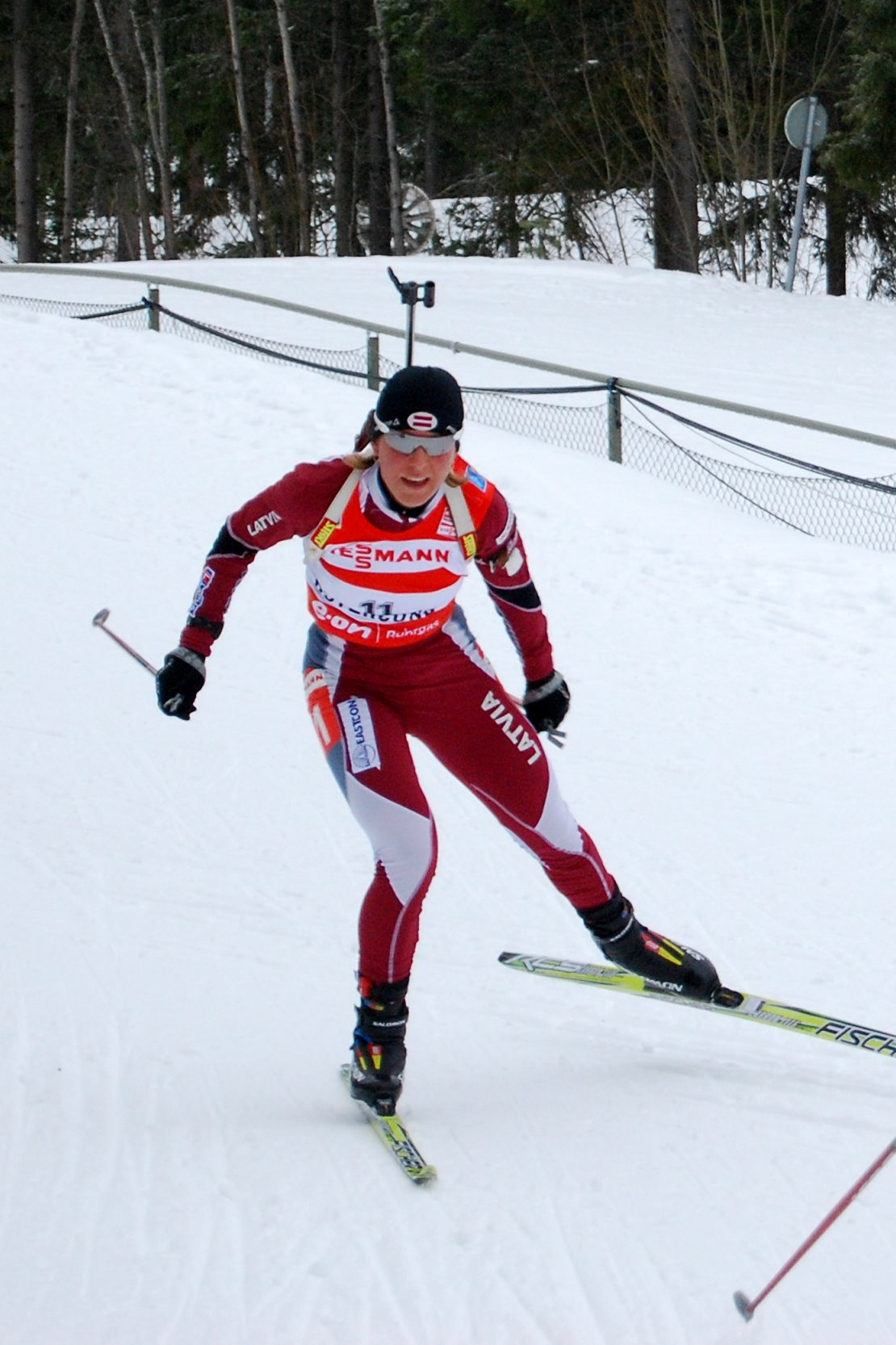
Madara Līduma während der Biathlon-WM 2008 in Östersund.

Madara Līduma (* 10. August 1982 in Gulbene) ist eine lettische Biathletin.
Die Riganerin Madara Liduma von ASK Riga betreibt seit 1998 Biathlonsport. Seit 2001 gehört die von Māris Čakars trainierte Athletin dem lettischen Nationalkader an. Die Sportsoldatin gab 2000 ihr internationales Debüt bei den Junioreneuropameisterschaften in Zakopane; ihr bestes Einzelergebnis war dort ein elfter Platz im Sprint. Anschließend startete sie ohne Erfolge bei den Juniorenweltmeisterschaften in Hochfilzen und schließlich bei den Weltmeisterschaften im Sommerbiathlon in Chanty-Mansijsk, wo sie Zwölfte in der Verfolgung und mit der Staffel Vierte wurde. 2001 gab sie ihr Debüt im Biathlon-Weltcup und wurde 91. im Sprint von Ruhpolding. Zum Saisonende nahm sie erneut ohne größere Erfolge an den Junioreneuropa- und Weltmeisterschaften teil.
In den folgenden Jahren pendelte Liduma häufig zwischen Welt- und Europacup und nahm an den meisten Welt- und Europameisterschaften teil, wobei herausragende Leistungen die Ausnahme blieben. Bei den Weltmeisterschaften 2005 in Hochfilzen im Sprint und 2007 in Antholz im Einzel errang sie je den 15. Platz. Besonders erfolgreich verliefen für die Lettin die Olympischen Winterspiele 2006 in Turin. In Verfolgung und Massenstart wurde sie jeweils 20., im Einzel sogar Zehnte. Dieser zehnte Platz war gleichzeitig ihr bestes Weltcupergebnis. Ein weiteres gutes Ergebnis hatte sie 2006 bei den Militärweltmeisterschaften in Andermatt, wo sie ebenfalls Zehnte im Sprint wurde. Madara Liduma nahm an den Olympischen Winterspielen 2010 teil. Ihr bestes Resultat war der 38. Platz in der Verfolgung. Mit der Staffel belegte sie Rang 19.

## Biathlon-Weltcup-Platzierungen
Die Tabelle zeigt alle Platzierungen (je nach Austragungsjahr einschließlich Olympische Spiele und Weltmeisterschaften).
- 1.–3. Platz: Anzahl der Podiumsplatzierungen
- Top 10: Anzahl der Platzierungen unter den ersten zehn (einschließlich Podium)
- Punkteränge: Anzahl der Platzierungen innerhalb der Punkteränge (einschließlich Podium und Top 10)
- Starts: Anzahl gelaufener Rennen in der jeweiligen Disziplin
- Staffel: inklusive Mixed- und Single-Mixed-Staffeln

| Platzierung                      | Einzel | Sprint | Verfolgung | Massenstart | Staffel | Gesamt |
| -------------------------------- | ------ | ------ | ---------- | ----------- | ------- | ------ |
| 1. Platz                         |        |        |            |             |         |        |
| 2. Platz                         |        |        |            |             |         |        |
| 3. Platz                         |        |        |            |             |         |        |
| Top 10                           | 1      |        |            |             | 1       | 2      |
| Punkteränge                      | 6      | 19     | 11         | 4           | 19      | 59     |
| Starts                           | 30     | 72     | 30         | 4           | 20      | 156    |
| Stand: nach der Saison 2009/2010 |        |        |            |             |         |        |